# Newberry (Carolina do Sul)
Newberry é uma cidade  localizada no estado norte-americano da Carolina do Sul, no Condado de Newberry.

## Demografia
Segundo o censo norte-americano de 2000, a sua população era de 10.580 habitantes.
Em 2006, foi estimada uma população de 10.874, um aumento de 294 (2.8%).

## Geografia
De acordo com o United States Census Bureau tem uma área de
17,0 km², dos quais 17,0 km² cobertos por terra e 0,0 km² cobertos por água.

## Localidades na vizinhança
O diagrama seguinte representa as localidades num raio de 24 km ao redor de Newberry.